# Ишенбаев, Азамат Бейшенбекович
Азамат Бейшенбекович Ишенбаев (19 июня 1979) — киргизский футболист, нападающий. Выступал за сборную Кыргызстана.

## Биография

### Клубная карьера
Начал выступать на взрослом уровне в 1995 году в высшей лиге Кыргызстана в составе бишкекской «Алги». В 1997 году перешёл в бишкекское «Динамо», с которым стал трехкратным чемпионом (1997, 1998, 1999) и серебряным призёром (2000) чемпионата Кыргызстана. В 2000 году вошёл в топ-5 спора бомбардиров чемпионата с 16 забитыми мячами.
С 2001 года играл за «Дордой» (позднее клуб несколько лет носил название «Дордой-Динамо»). В 2001—2003 годах трижды подряд становился бронзовым призёром чемпионата страны, а в 2004—2007 годах — победителем чемпионата, также в 2004—2006 годах — обладатель Кубка Кыргызстана. В 2001 году занял третье место в споре бомбардиров чемпионата с 20-ю голами, позднее неоднократно достигал отметки в 10 голов за сезон. На международном уровне становился победителем (2006, 2007) и финалистом (2005) Кубка президента АФК.
В начале 2008 года вместе с группой опытных игроков был отчислен из «Дордоя» из-за «снижения требований к себе». После этого завершил профессиональную карьеру, некоторое время начале 2008 года играл в чемпионате Кыргызстана по мини-футболу.
Всего в высшей лиге Кыргызстана забил 134 гола.

### Карьера в сборной
В национальной сборной Кыргызстана дебютировал 23 мая 2000 года в матче против Иордании, заменив на 64-й минуте Алексея Рыбакова. Свой первый гол забил 31 марта 2004 года в отборочной игре чемпионата мира в ворота Сирии. В 2006 году принимал участие в Кубке вызова АФК, сыграл на турнире все 5 матчей и забил гол в ворота Макао, а его команда стала бронзовым призёром.
Всего в 2000—2007 годах сыграл за сборную Кыргызстана 17 матчей, в которых забил 2 гола.
В составе олимпийской сборной Кыргызстана принимал участие в Азиатских играх 2006 года в Катаре в качестве одного из трёх футболистов старше 23-х лет.

## Личная жизнь
Брат Канатбек (1974—1996) тоже был футболистом и играл за сборную Кыргызстана. Брат Максатбек (род. 1971) — известный в Кыргызстане банкир, работал заместителем председателя Национального банка КР.